# Sierra Madre de Chiapas
Sierra Madre de Chiapas är en bergskedja i Mexiko.   Den ligger i delstaten Chiapas, i den sydöstra delen av landet, 800 km sydost om huvudstaden Mexico City.